# A Date with Elvis (The Cramps)
A Date with Elvis  è il settimo album della garage punk band statunitense The Cramps. Il disco venne pubblicato dalla Big Beat Records nel 1986. Le sedute di registrazione ebbero luogo nel tardo autunno del 1985 agli Ocean Way Studios di Hollywood, CA. I Cramps ripubblicarono il disco sotto la propria etichetta Vengeance Records nel 2001 con l'aggiunta delle bonus tracks Blue Moon Baby, Georgia Lee Brown, Give Me A Woman, e Get off the Road.
Il titolo del disco è un'ironica citazione a metà tra l'omaggio e la parodia dell'omonimo album di Elvis Presley uscito nel 1959. L'album è dedicato alla memoria di Ricky Nelson, all'epoca recentemente scomparso, che aveva avuto una hit con il brano Lonesome Town, reinterpretato anche dai Cramps sul loro primo EP Gravest Hits.

## Tracce
Tutti i brani sono opera di Lux Interior e Poison Ivy Rorschach; eccetto dove indicato:
1. How Far Can Too Far Go? - 4:10
2. The Hot Pearl Snatch - 3:17
3. People Ain't No Good - 3:46
4. What's Inside a Girl? - 3:22
5. Can Your Pussy Do the Dog? - 3:22
6. Kizmiaz - 3:01
7. Cornfed Dames - 5:26
8. Chicken - 1:40 (Traditional; arr. da Interior & Rorschach)
9. (Hot Pool Of) Womanneed - 3:09
10. Aloha from Hell - 2:35
11. It's Just That Song (Charlie Feathers, Maupin) - 2:35

### Bonus Tracks nella ristampa in CD (2001)
1. Blue Moon Baby (Meridan, Rowe, Satalsk) - 2:38
2. Georgia Lee Brown (Hafner, Zinn) - 3:24
3. Give Me a Woman (Jacobs, Little Walter) - 2:25
4. Get off the Road (H.G. Lewis) - 3:12

## Formazione
- Lux Interior - voce
- Poison Ivy Rorschach - chitarra, basso, voce in Kizmiaz
- McMartin Prescool - cori, voce in People Ain't No Good
- Nick Knox - batteria, bonghi